# Niemiejsze
Niemiejsze (biał. Нямейшы, ros. Немейши) – wieś na Białorusi, w obwodzie grodzieńskim, w rejonie grodzieńskim, w sielsowiecie Kopciówka.
Znajduje się tu przystanek kolejowy Niemiajszczyzna na linii Grodno – Bruzgi (granica państwa).
Należała do ekonomii grodzieńskiej. Mieściło się tu wówczas wójtostwo. W dwudziestoleciu międzywojennym wieś leżała w Polsce, w województwie białostockim, w powiecie sokólskim.